# Jurićev Kal
Jurićev Kal – wieś w Chorwacji, w żupanii istryjskiej, w gminie Barban. W 2011 roku liczyła 61 mieszkańców.